# Özcan Deniz

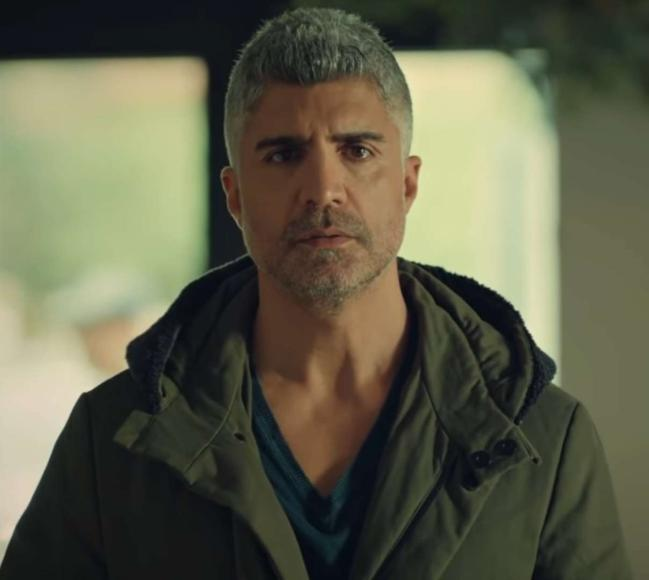
Özcan Deniz, 2022

Özcan Deniz (* 19. Mai 1972 in Ankara) ist ein türkischer Sänger und Schauspieler. Seine Musik wird im Allgemeinen der arabesken Musikrichtung zugerechnet.

## Leben und Karriere
Özcan Deniz stammt aus einer kurdischen Familie aus Provinz Ağrı. Im Jahr 1977 zog er mit seiner Familie nach Aydın und absolvierte dort die Schule, wo er danach in der Bäckerei der Familie Kilinc mit dem Verkauf von Simit seinen Unterhalt verdiente, nachdem sich seine Eltern im 20 km entfernten Koçarlı niedergelassen hatten. Im Jahr 1988 ging Deniz nach Istanbul, um dort mit seiner Musik Geld zu verdienen. Auf Einladung eines Freundes kam er ein Jahr später nach München und trat zwei Jahre lang in kleinen Casinos in Deutschland auf. Özcan Deniz gelang sein Durchbruch durch die türkische Sängerin Sezen Aksu. Dort sang er im Background. Sezen Akzu machte ihn mit anderen Größen aus dem Musikgeschäft bekannt.
Sein erstes Album Yine Ağlattın Beni (deutsch: „Du hast mich wieder zum Weinen gebracht“) fand geringere Beachtung. Sein zweites Album Meleğim (dt.: „Mein Engel“) brachte ihm den Durchbruch. Gleichzeitig mit seinem zweiten Album wurde auch sein erster Kinofilm Ona Sevdiğimi Söyle (dt.: „Sag ihr, dass ich sie liebe“) veröffentlicht. Zunächst spielte er in verschiedenen TV-Serien mit, u. a. 2002 in der türkischen Serie Asmalı Konak, die später auch als Kinofilm Asmalı Konak-Hayat veröffentlicht wurde. Bekanntheit erlangte er durch seine Auftritte in den Kinofilmen Neredesin Firuze und O Şimdi Asker. 2007 wirkte er mit dem türkischen Entertainer Mehmet Ali Erbil an der Komödie Keloglan gegen den schwarzen Prinzen mit. 2009 spielte er die Rolle des Nejat in der Verfilmung von Samanyolu, eines der populärsten Romane von Kerime Nadir. 2011 wirkte er im Kinofilm Ya Sonra? mit.
Deniz verfasste die Drehbücher für die Fernsehserie Kader sowie eine Folge der Fernsehserie Haziran Gecesi.
Er ist der Neffe des kurdischen Dengbêjsängers Şakir Deniz, der unter dem Künstlernamen Şakiro bekannt ist.
In seiner bisherigen Musiklaufbahn machte er mit zahlreichen Hits wie Dön Desem, Sevdanın Rengi, Canım, Bir Dudaktan, Nasip Değilmiş, Zorun Ne Benle Aşk?, Kalp Yarası, İllallah oder Eski Sevgili auf sich aufmerksam.

## Diskografie

### Alben
- 1992: Yine Ağlattın Beni
- 1993: Hadi Hadi Meleğim
- 1994: Beyaz Kelebeğim
- 1997: Yalan Mı?
- 1998: Çoban Yıldızı
- 2000: Aslan Gibi
- 2002: Leyla
- 2004: Ses ve Ayrılık
- 2006: Türkülerle
- 2007: Hediye
- 2009: Sevdazede
- 2012: Bi Düşün

### Soundtracks
- 2003: Asmalı Konak

### Singles
| - 1991: Sarhoş - 1992: Öpersem - 1993: Amanın Aman - 1993: Hadi Hadi Meleğim - 1993: Gururum - 1994: Hoşuma Gidiyor - 1994: Beyaz Kelebeğim - 1997: Yalan Mı? - 1997: Vallah - 1997: Yalvarırım - 1998: Yaralı - 1999: Geçmiyor Günler - 1999: İçem - 1999: Hepimiz Kardeşiz (mit Prestij Sanatçıları) - 1999: Utanıyorum - 2000: Aslan Gibi - 2002: Dön Desem - 2003: Bir Umut - 2003: Beyaz Cam (mit Petek Dinçöz) - 2004: Canım - 2004: Kal De - 2004: Sevdanın Rengi - 2004: Cahildim Dünyanın Rengine Kandım - 2004: Ya Evde Yoksan? (mit Haluk Bilginer, Ruhi Sarı, Cem Özer & Ragıp Savaş) - 2004: Beni Affet (mit Ragıp Savaş) - 2004: Şarkıların Büyücüsü - 2004: Ahirim Sensin | - 2005: Görev Başındayız (mit Işın Karaca & The Veleds) - 2006: Sevenler İçin - 2007: Bir Dudaktan - 2007: Nasip Değilmiş - 2008: Zorun Ne Benle Aşk? - 2008: Memik Oğlan - 2008: Mezarımın Taşına - 2008: Ab-ı Beste (mit Mercan Dede) - 2009: Her Şey Değişir (mit Pamela & Fuat) - 2009: Aklım Hep Sende (mit Niran Ünsal) - 2009: İllallah - 2009: Kalp Yarası - 2009: Eski Sevgili - 2011: Ya Sonra (mit Deniz Çakır) - 2011: Hayat Arkadaşım - 2012: Geçer - 2012: Merakımdan - 2012: Vazgeç Gönlüm - 2012: Batsın Bu Dünya (als Teil des Chors) - 2012: Sen Yarim İdun (mit Fahriye Evcen) - 2013: Nasip Değilmiş (mit Demet Akalın) - 2015: Aç Bir Coca-Cola (mit Sıla) (Original: Dhanush – Why This Kolaveri Di) - 2019: Aşk - 2020: Allah Büyük - 2020: Ayrıntılarda Gizli - 2020: Ben Yine Kendimle |

Quelle:

## Filmografie

### Filme
- 1996: Ona Sevdiğimi Söyle
- 2002: Kolay Para
- 2003: Asmalı Konak – Hayat
- 2003: O Şimdi Asker
- 2004: Neredesin Firuze
- 2006: Keloglan gegen den schwarzen Prinzen (Keloğlan Karaprens’e Karşı)
- 2008: Mevlana Aşkı Dansı
- 2011: Ya Sonra?
- 2012: Araf – Im Niemandsland
- 2012: Evim Sensin
- 2013: Su ve Ateş
- 2016: Ikinci Şans
- 2017: Öteki Taraf

### Fernsehserien
- 1997: Yalan Mı?
- 1999: Aşkın Dağlarda Gezer
- 2002: Asmalı Konak auf ATV
- 2004: Haziran Gecesi auf KANAL D
- 2007: Kader
- 2008: Aşk Yakar
- 2009: Samanyolu auf ATV
- 2012: "Bir Zamanlar Osmanli"
- 2013: Karagül (1.Folge) auf FOX Türkiye
- 2014: Karagül (49-52. Folge) auf FOX Türkiye
- 2014: Kaderimin yazildigi gün auf STAR TV
- 2017: Istanbullu Gelin
- 2021: Seni Çok Bekledim
- 2023: Kızıl Goncalar

## Auszeichnungen
- 1998: Kral Türkiye Müzik Award in der Kategorie Bester Fantezi-Musiker
- 1999: Kral Türkiye Müzik Award in der Kategorie Bester türkischer Volksmusiker
- 2003: Kral Türkiye Müzik Award in der Kategorie Bester Fantezi-Musiker
- 2004: Altın Kelebek Award in der Kategorie Bester Fantezi-Musiker
- 2005: Altın Kelebek Award in der Kategorie Bester Schauspieler